# Acanthoneuropsis difficilis
Acanthoneuropsis difficilis är en tvåvingeart som beskrevs av Frey 1932. Acanthoneuropsis difficilis ingår i släktet Acanthoneuropsis och familjen bredmunsflugor.
Artens utbredningsområde är Ghana. Inga underarter finns listade i Catalogue of Life.